# Colin Miller (hokeista)
Colin Miller (ur. 29 października 1992 w Sault Ste. Marie, Ontario, Kanada) – hokeista kanadyjski, gracz ligi NHL.

## Kariera klubowa
- Sault Ste. Marie Greyhounds (2010 - 29.07.2013)
- Los Angeles Kings (29.07.2013 - 26.06.2015)
  -  Manchester Monarchs (2013 - 2015)
- Boston Bruins (26.06.2015 - 22.06.2017)
  -  Providence Bruins (2015 - 2016)
- Vegas Golden Knights (22.06.2017 -

## Sukcesy
Indywidualne
- Występ w Meczu Gwiazd ligi AHL w sezonie 2014-2015

Klubowe
- Calder Cup z zespołem Manchester Monarchs w sezonie 2014-2015 ligi AHL
- Clarence S. Campbell Bowl z zespołem Vegas Golden Knights w sezonie 2017-2018